# Jörg Fischer (Gitarrist)
Jörg Fischer (* 4. Juli 1957) ist ein deutscher Heavy-Metal-Gitarrist, der hauptsächlich bekannt geworden ist für seine Arbeit mit der Band Accept. 1993 veröffentlichte er ein Album mit der Hard-Rock-Band Billionaires Boys Club in der Besetzung Anders Johansson am Schlagzeug, Magnus Rosén (Ex-Hammerfall) am Bass und Mark Boals (Ex-Yngwie Malmsteen) als Sänger.

## Diskografie
- 1979: Accept – Accept
- 1980: Accept – I’m a Rebel
- 1981: Accept – Breaker
- 1985: Accept – Metal Heart
- 1986: Accept – Russian Roulette
- 1993: Billionaires Boys Club – Something Wicked Comes